# La stampa internazionale e la spedizione dei Mille in Sicilia

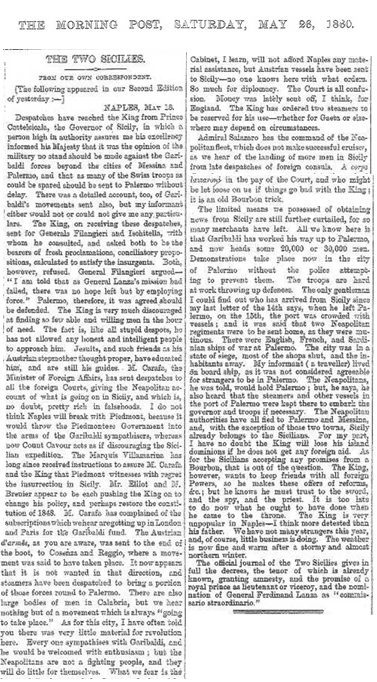
The Morning Post - 26 maggio 1860 - articolo prima della presa di Palermo

La spedizione dei Mille in Sicilia veniva commentata dalla stampa internazionale in articoli con notizie riferite da fonti,  che pur potendo commettere eventuali errori di valutazione, rappresentavano comunque la testimonianza diretta da parte di chi si trovava sui luoghi degli avvenimenti. Si pone l’attenzione sul numero degli insorti che, secondo l’articolo, Garibaldi avrebbe condotto prima della battaglia di Palermo, il cui numero viene indicato tra i 20.000 o 30.000.

Secondo un articolo del giornale britannico “The Morning Post” del 26 maggio 1860, redatto a Napoli dal corrispondente della testata il 18 maggio 1860, si menziona che, al ricevimento dei dispacci sulla situazione militare in Sicilia, il re di Napoli aveva consultato Filangieri ed Ischitella, i quali rifiutavano di aderire alle sue richieste di impegnarsi ad essere latori di proposte di conciliazione. Il Filangieri aggiungeva che, essendo fallita la missione del generale Lanza, non rimaneva altra speranza che l’impiego della forza. C’era accordo sul fatto che Palermo dovesse essere difesa.  

L’articolo del corrispondente da Napoli evidenzia come il re fosse molto scoraggiato di trovare così pochi e volenterosi nell’ora del bisogno e che questa situazione era dovuta al fatto che, come tutti i despoti superficiali non aveva permesso a persone intelligenti e oneste di avvicinarlo, in pratica il re di Napoli si era circondato di persone non valide e interessate e che le sue guide erano ancora i suoi educatori gesuiti e certi suoi amici, come la matrigna austriaca. 

Il ministro degli esteri Carafa aveva spedito dispacci alle corti straniere, facendo un resoconto della situazione in Sicilia, dispacci che sarebbero stati pieni di notizie non corrispondenti alla situazione reale.
Il corrispondente da Napoli afferma di non pensare che il governo di Napoli sarebbe arrivato ad un punto di rottura con il Piemonte, perché questo avrebbe avvicinato ancora di più il Governo ai sostenitori di Garibaldi, mentre ora (secondo il corrispondente) il Conte Cavour si comporta come se scoraggiasse la Spedizione in Sicilia. 

Prosegue quindi scrivendo che il marchese Villamarina aveva ricevuto istruzioni per assicurare Carafa e il suo sovrano, che il re del Piemonte assisteva con dispiacere all’insurrezione in Sicilia, mentre Elliot e Brenier sembravano spingere il re di Napoli a cambiare la sua politica e a ripristinare la Costituzione del 1848. 

Carafa si lamentava delle sottoscrizioni che si erano aperte in Inghilterra e anche in Francia per finanziare la spedizione di Garibaldi, il cosiddetto “Garibaldi Fund” e il gabinetto austriaco non avrebbe concesso aiuti materiali, ma alcuni vascelli austriaci erano stati inviati in Sicilia, senza peraltro che se ne conoscessero gli ordini. 

La Corte di Napoli era in totale confusione e, secondo il corrispondente, denaro sarebbe stato inviato recentemente verso l’Inghilterra e il re di Napoli avrebbe ordinato di tenere pronti due vapori a lui riservati, per Gaeta o altra destinazione in base alle circostanze.
La flotta agli ordini dell’ammiraglio Salazaro non operava efficacemente, in quanto era pervenuta notizia di altri sbarchi di volontari in Sicilia da parte dei dispacci dei consoli stranieri. 

Segue quindi la notizia di un corpo d’armata inviato a Cosenza e Reggio Calabria, dove vi sarebbe stato un movimento, che però secondo le ultime notizie non sarebbe avvenuto, quindi i dispacci comunicavano che parte di quelle forze sarebbero state inviate in nave attorno a Palermo e che c’erano grosse masse di uomini in Calabria, ma le indicazioni pervenute erano sempre che “prendono posizione”. 

Per quanto riguarda Napoli, da dove il corrispondente scrive, si ripete che c’era poco materiale per la rivoluzione e che tutti simpatizzavano per Garibaldi, che sarebbe stato accolto con entusiasmo, ma (secondo il corrispondente) i napoletani non erano un popolo combattivo e avrebbero fatto poco per sé stessi.  Prosegue quindi esponendo i timori suoi e degli altri che i cosiddetti “lazzaroni” al soldo della Corte, potessero essere lasciati liberi di agire contro i corrispondenti esteri se le cose andavano male, un vecchio trucco borbonico. 

I mezzi limitati in possesso dei giornalisti per avere notizie sulla Sicilia erano ancora più diminuiti dal fatto che molti commercianti erano partiti e comunque tutti sapevano a Napoli che Garibaldi si era aperto la strada verso Palermo e che conduceva dai 20.000 ai 30.000 uomini e nella città di Palermo c’erano state dimostrazioni senza che la polizia tentasse di impedirle, le truppe approntavano difese. 

L’unico intervistato arrivato dalla Sicilia aveva lasciato Palermo il 15, dove il porto era pieno di navi, anche navi da guerra inglesi, francesi e sarde e, si diceva, due reggimenti erano stati rimandati indietro perché ammutinati, con la città in stato di assedio, la maggior parte dei negozi chiusi e gli abitanti andati via. 

Il corrispondente afferma quindi che la sua fonte di informazione viveva a bordo di una nave, perché non era consigliabile per uno straniero trovarsi a Palermo, la fonte affermava che i borbonici avrebbero voluto tenere Palermo, ma che i vapori erano pronti a imbarcare il governatore e le truppe in caso di necessità, le autorità borboniche si erano spostate a Palermo e Messina, le uniche due città che ancora il governo di Napoli controllava, in quanto il resto della Sicilia sarebbe stato sottratto al controllo governativo. 

Secondo il parere del corrispondente il re di Napoli avrebbe accettato di perdere la Sicilia in caso di mancato aiuto straniero e che i siciliani non avrebbero accettato promesse da parte del governo borbonico.
Ma il re di Napoli, volendo mantenere amiche le potenze straniere, faceva a queste offerte di riforme, pur sapendo che doveva fare assegnamento sulla “spada”, la “spia” e il “prete” e che era troppo tardi per fare quello che avrebbe dovuto fare quando era salito al trono come re. 

Il corrispondente conclude l’articolo scrivendo che il re era molto impopolare a Napoli, anche più impopolare del padre, citando il giornale “Le Due Sicilie” e i decreti pubblicati che garantivano amnistia e la promessa di un principe reale come luogotenente o viceré e la nomina del generale Lanza come “Commissario straordinario”.